# Quetelet (Mondkrater)
Quetelet ist ein Einschlagkrater auf der nördlichen Hemisphäre der Mondrückseite. Er besitzt einen Nebenkrater, Quetelet T.
| Buchstabe | Position            | Durchmesser | Link |
| --------- | ------------------- | ----------- | ---- |
| T         | 42,54° N, 137,99° W | 47 km       |      |

Der Krater wurde 1970 von der IAU nach dem belgischen Astronomen Adolphe Quetelet (1796–1874) benannt.